# Lista de recordes da Major League Baseball em corridas impulsionadas
Jogadores denotados em negrito ainda estão em atividade.
(r) denota um jogador estreante (rookie).

## 160 corridas impulsionadas (RBIs), uma temporada

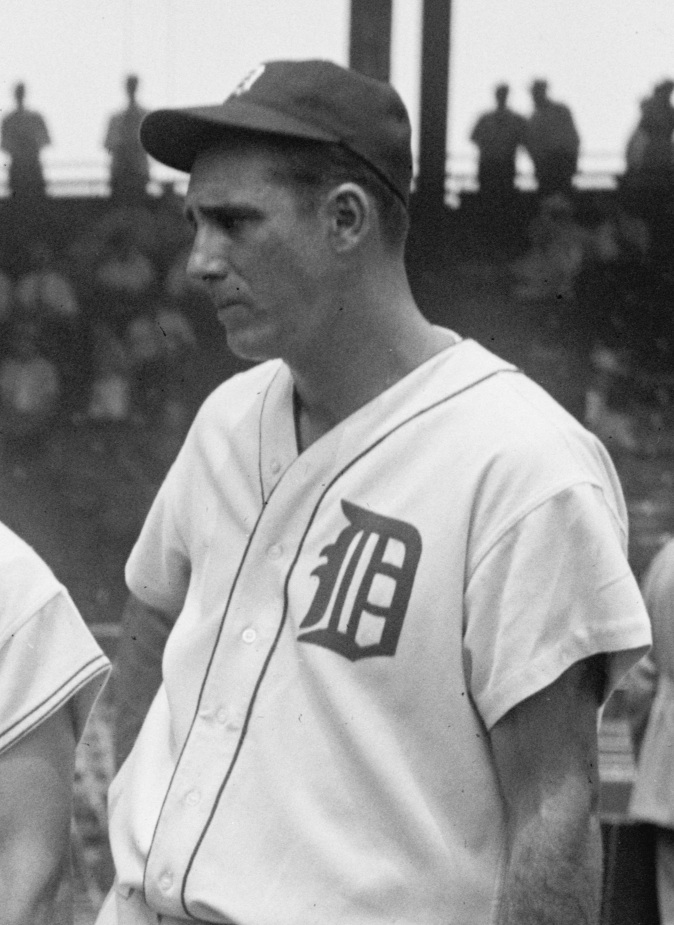
Hank Greenberg, membro do Hall of Famer e duas vezes MVP

| Jogador        | RBI | Time                   | Temporada |
| -------------- | --- | ---------------------- | --------- |
| Hack Wilson    | 191 | Chicago Cubs           | 1930      |
| Lou Gehrig     | 184 | New York Yankees       | 1931      |
| Hank Greenberg | 183 | Detroit Tigers         | 1937      |
| Lou Gehrig     | 175 | New York Yankees       | 1927      |
| Jimmie Foxx    | 175 | Boston Red Sox         | 1938      |
| Lou Gehrig     | 174 | New York Yankees       | 1930      |
| Babe Ruth      | 171 | New York Yankees       | 1921      |
| Chuck Klein    | 170 | Philadelphia Phillies  | 1930      |
| Hank Greenberg | 170 | Detroit Tigers         | 1935      |
| Jimmie Foxx    | 169 | Philadelphia Athletics | 1932      |
| Joe DiMaggio   | 167 | New York Yankees       | 1937      |
| Sam Thompson   | 166 | Detroit Wolverines     | 1887      |
| Sam Thompson   | 165 | Philadelphia Phillies  | 1895      |
| Al Simmons     | 165 | Philadelphia Athletics | 1930      |
| Lou Gehrig     | 165 | New York Yankees       | 1934      |
| Manny Ramírez  | 165 | Cleveland Indians      | 1999      |
| Babe Ruth      | 164 | New York Yankees       | 1927      |
| Babe Ruth      | 163 | New York Yankees       | 1931      |
| Jimmie Foxx    | 163 | Philadelphia Athletics | 1933      |
| Hal Trosky     | 162 | Cleveland Indians      | 1936      |
| Sammy Sosa     | 160 | Chicago Cubs           | 2001      |

## Evolução do recorde de corridas impulsionadas (RBIs) por temporada
| RBI | Jogador           | Time                    | Ano  | Anos em que o recorde permaneceu |
| --- | ----------------- | ----------------------- | ---- | -------------------------------- |
| 60  | Deacon White      | Chicago White Stockings | 1876 | 3                                |
| 62  | Charley Jones     | Boston Red Caps         | 1879 | 1                                |
| 62  | John O'Rourke (r) | Boston Red Caps         | 1879 | 1                                |
| 74  | Cap Anson         | Chicago White Stockings | 1880 | 1                                |
| 82  | Cap Anson         | Chicago White Stockings | 1881 | 1                                |
| 83  | Cap Anson         | Chicago White Stockings | 1882 | 1                                |
| 97  | Dan Brouthers     | Buffalo Bisons          | 1883 | 1                                |
| 102 | Cap Anson         | Chicago White Stockings | 1884 | 1                                |
| 108 | Cap Anson         | Chicago White Stockings | 1885 | 1                                |
| 147 | Cap Anson         | Chicago White Stockings | 1886 | 1                                |
| 166 | Sam Thompson      | Detroit Wolverines      | 1887 | 34                               |
| 171 | Babe Ruth         | New York Yankees        | 1921 | 6                                |
| 175 | Lou Gehrig        | New York Yankees        | 1927 | 3                                |
| 191 | Hack Wilson       | Chicago Cubs            | 1930 | 87 (atual)                       |

## Quatro ou mais temporadas com 130 corridas impulsionadas
| Jogador         | Anos | Temporadas e times                                |
| --------------- | ---- | ------------------------------------------------- |
| Babe Ruth       | 10   | 1920–21, 23, 26–32 New York (AL)                  |
| Lou Gehrig      | 9    | 1927–28, 30–34, 36–37 New York (AL)               |
| Jimmie Foxx     | 6    | 1930, 32–34 Philadelphia (AL); 36, 38 Boston (AL) |
| Hank Greenberg  | 5    | 1934–35, 37–38, 40 Detroit                        |
| Alex Rodriguez  | 5    | 2000 Seattle; 01-02 Texas; 05, 07 New York (AL)   |
| Ryan Howard     | 4    | 2006–09 Philadelphia (NL)                         |
| Joe DiMaggio    | 4    | 1937–38, 40, 48 New York (AL)                     |
| Juan González   | 4    | 1996–98 Texas; 2001 Cleveland                     |
| Ken Griffey Jr. | 4    | 1996–99 Seattle                                   |
| Sammy Sosa      | 4    | 1998–2001 Chicago (NL)                            |
| Manny Ramírez   | 4    | 1998–99 Cleveland; 2004–05 Boston (AL)            |

## Cinco ou mais temporadas consecutivas com 120 corridas impulsionadas
| Jogador       | Anos | Temporadas e Times        |
| ------------- | ---- | ------------------------- |
| Lou Gehrig    | 8    | 1927–34 New York (AL)     |
| Babe Ruth     | 7    | 1926–32 New York (AL)     |
| Joe DiMaggio  | 6    | 1936–41 New York (AL)     |
| Jim Bottomley | 5    | 1925–29 St. Louis (NL)    |
| Chuck Klein   | 5    | 1929–33 Philadelphia (NL) |
| Jimmie Foxx   | 5    | 1930–34 Philadelphia (AL) |
| Henry Aaron   | 5    | 1959–63 Milwaukee (NL)    |

## Dez ou mais temporadas com 100 corridas impulsionadas
| Jogador           | Anos | Temporadas e Times                                                                              |
| ----------------- | ---- | ----------------------------------------------------------------------------------------------- |
| Alex Rodriguez    | 14   | 1996, 98–2000 Seattle; 01–03 Texas; 04–10 New York (AL)                                         |
| Albert Pujols     | 14   | 2001–10 St. Louis (NL), 12, 14, 16-17 Los Angeles Angels of Anaheim                             |
| Babe Ruth         | 13   | 1919 Boston (AL); 20–21, 23–24, 26–33 New York (AL)                                             |
| Lou Gehrig        | 13   | 1926–38 New York (AL)                                                                           |
| Jimmie Foxx       | 13   | 1929–35 Philadelphia (AL); 36–41 Boston (AL)                                                    |
| Al Simmons        | 12   | 1924–32 Philadelphia (AL); 33–34 Chicago (AL); 36 Detroit                                       |
| Barry Bonds       | 12   | 1990–92 Pittsburgh; 93, 95–98, 2000–02, 04 San Francisco                                        |
| Manny Ramírez     | 12   | 1995–96, 98–2000 Cleveland; 01-06 Boston (AL); 08 Boston (AL)-Los Angeles (NL)                  |
| Miguel Cabrera    | 12   | 2004–2007 Florida; 08–14, 16 Detroit                                                            |
| Goose Goslin      | 11   | 1924–28 Washington (AL); 30 Washington (AL)-St. Louis (AL); 31–32 St. Louis (AL); 34–36 Detroit |
| Frank Thomas      | 11   | 1991–98, 2000, 03 Chicago (AL); 06 Oakland                                                      |
| Stan Musial       | 10   | 1946, 48–51, 53–57 St. Louis (NL)                                                               |
| Willie Mays       | 10   | 1954–55, 59–66 New York-San Francisco                                                           |
| Henry Aaron       | 10   | 1957, 59–63, 66–67, 70–71 Milwaukee-Atlanta                                                     |
| Joe Carter        | 10   | 1986–87, 89 Cleveland; 90 San Diego; 91–94, 96–97 Toronto                                       |
| Rafael Palmeiro   | 10   | 1993, 99–2003 Texas; 95–98 Baltimore                                                            |
| Vladimir Guerrero | 10   | 1998-2002 Montreal; 2004 Anaheim Texas; 2005-2007 Los Angeles Angels; 2008 Texas                |

## Oito ou mais temporadas consecutivas com 100 corridas impulsionadas
| Jogador         | Anos | Temporadas e Times                                               |
| --------------- | ---- | ---------------------------------------------------------------- |
| Lou Gehrig      | 13   | 1926–38 New York (AL)                                            |
| Jimmie Foxx     | 13   | 1929–35 Philadelphia (AL); 36–41 Boston (AL)                     |
| Alex Rodriguez  | 13   | 1998–2000 Seattle; 01–03 Texas; 04–10 New York (AL)              |
| Al Simmons      | 11   | 1924–32 Philadelphia (AL); 33–34 Chicago (AL)                    |
| Miguel Cabrera  | 11   | 2004–2007 Florida; 08–14 Detroit                                 |
| Albert Pujols   | 10   | 2001–10 St. Louis (NL)                                           |
| Albert Belle    | 9    | 1992–96 Cleveland; 97–98 Chicago (AL); 99–2000 Baltimore         |
| Rafael Palmeiro | 9    | 1995–98 Baltimore; 99–2003 Texas                                 |
| Manny Ramírez   | 9    | 1998–2000 Cleveland; 01–06 Boston (AL)                           |
| Sammy Sosa      | 9    | 1995–2003 Chicago (NL)                                           |
| Chipper Jones   | 8    | 1996–2003 Atlanta Braves                                         |
| Babe Ruth       | 8    | 1926–33 New York (AL)                                            |
| Mel Ott         | 8    | 1929–36 New York (NL)                                            |
| Willie Mays     | 8    | 1959–66 New York—San Francisco                                   |
| Frank Thomas    | 8    | 1991–98 Chicago (AL)                                             |
| Mark Teixeira   | 8    | 2004–07 Rangers; 07–08 Atlanta Braves; 08 Angels; 09–11 New York |

## Líder da liga em corridas impulsionadas, cinco ou mais temporadas
| Jogador      | Títulos | Temporadas e times                                |
| ------------ | ------- | ------------------------------------------------- |
| Cap Anson    | 8       | 1880–82, 84–86, 88, 91 Chicago (NL)               |
| Babe Ruth    | 6       | 1919 Boston (AL); 20–21, 23, 26, 28 New York (AL) |
| Honus Wagner | 5       | 1901–02, 08–09, 12 Pittsburgh                     |

### Líder da liga em corridas impulsionadas, três ou mais temporadas consecutivas
| Jogador        | Títulos | Temporadas e times                    |
| -------------- | ------- | ------------------------------------- |
| Cap Anson      | 3       | 1880–82 Chicago White Stockings       |
| Cap Anson      | 3       | 1884–86 Chicago White Stockings       |
| Ty Cobb        | 3       | 1907–09 Detroit                       |
| Babe Ruth      | 3       | 1919 Boston (AL); 20–21 New York (AL) |
| Rogers Hornsby | 3       | 1920–22 St. Louis (NL)                |
| Joe Medwick    | 3       | 1936–38 St. Louis (NL)                |
| George Foster  | 3       | 1976–78 Cincinnati                    |
| Cecil Fielder  | 3       | 1990–92 Detroit                       |

### Líder da liga em corridas impulsionadas, três décadas
| Jogador   | Temporadas e times                  |
| --------- | ----------------------------------- |
| Cap Anson | 1880–82, 84–86, 88, 91 Chicago (NL) |

### Líder da liga em corridas impulsionadas, ambas ligas
| Jogador         | Temporadas e times                                             |
| --------------- | -------------------------------------------------------------- |
| Napoleon Lajoie | 1898 Philadelphia (NL); 1901 Philadelphia (AL); 1904 Cleveland |

### Líder da liga em corridas impulsionadas, três times diferentes
| Jogador         | Temporadas e times                                             |
| --------------- | -------------------------------------------------------------- |
| Napoleon Lajoie | 1898 Philadelphia (NL); 1901 Philadelphia (AL); 1904 Cleveland |

## 10 ou mais corridas impulsionadas por um jogador em um jogo
| RBIs | Jogador           | Time                          | Data                   | Oponente                      |
| ---- | ----------------- | ----------------------------- | ---------------------- | ----------------------------- |
| 12   | Jim Bottomley     | St. Louis Cardinals           | 16 de Setembro de 1924 | Brooklyn Robins               |
| 12   | Mark Whiten       | St. Louis Cardinals           | 7 de Setembro de 1993  | Cincinnati Reds               |
| 11   | Wilbert Robinson  | Baltimore Orioles             | 10 de Junho de 1882    | St. Louis Browns              |
| 11   | Tony Lazzeri      | New York Yankees              | 24 de Maio de 1936     | Philadelphia Athletics        |
| 11   | Phil Weintraub    | New York Giants               | 30 de Abril de 1944    | Brooklyn Dodgers              |
| 10   | Rudy York         | Boston Red Sox                | 27 de Julho de 1946    | St. Louis Browns              |
| 10   | Walker Cooper     | Cincinnati Reds               | 6 de Julho de 1949     | Chicago Cubs                  |
| 10   | Norm Zauchin      | Boston Red Sox                | 27 de Maio de 1955     | Washington Senators           |
| 10   | Reggie Jackson    | Oakland Athletics             | 14 de Junho de 1969    | Boston Red Sox                |
| 10   | Fred Lynn (r)     | Boston Red Sox                | 18 de Junho de 1975    | Detroit Tigers                |
| 10   | Nomar Garciaparra | Boston Red Sox                | 10 de Maio de 1999     | Seattle Mariners              |
| 10   | Alex Rodriguez    | New York Yankees              | 26 de Abril de 2005    | Los Angeles Angels of Anaheim |
| 10   | Garret Anderson   | Los Angeles Angels of Anaheim | 21 de Agosto de 2007   | New York Yankees              |
| 10   | Scooter Gennett   | Cincinnati Reds               | 6 de junho de 2017     | St. Louis Cardinals           |

## 950 corridas impulsionadas por um time em uma temporada
| RBIs | Time                  | Temporada |
| ---- | --------------------- | --------- |
| 1043 | Boston Beaneaters     | 1894      |
| 1007 | Philadelphia Phillies | 1894      |
| 997  | New York Yankees      | 1936      |
| 990  | New York Yankees      | 1931      |
| 986  | New York Yankees      | 1930      |
| 974  | Boston Red Sox        | 1950      |
| 960  | Cleveland Indians     | 1999      |
| 954  | New York Yankees      | 1932      |
| 954  | Seattle Mariners      | 1996      |